# Collaboration
A Collaboration az ausztráliai Tommy Emmanuel gitáros 1998-ban megjelent válogatásalbuma, rajta olyan zenészekkel, akikkel Tommy együtt dolgozott.

## Számok
1. Fiesta (Slava Grigoryan gitárossal)
2. Mary Had A Little Jam (James Morrison trombitással)
3. After The Love Has Gone (CDB harmonikus társulattal)
4. Workin' Man Blues (Troy Cassar-Daley-vel)
5. Imagine (Human Nature harmonikus társulattal)
6. Amanda's Room (Ben Northey altszaxofonon)
7. For The First Time (Rick Price-szal)
8. Reminiscing (Glenn Shorrock-kal)
9. Change For Good (Randy Goodrum zongorán és billentyűn)
10. Last Time I Saw You (Ben Northey altszaxofonon)
11. Smokey Mountain Lullaby (Chet Atkins gitáron)
12. Imagine (Reprise) (Human Nature harmonikus társulattal)

## Közreműködők
- Tommy Emmanuel - gitár, ének
- Rod Tamlyn – producer, vezető producer, keverés
- Nancy Lee Andrews – fotós
- Richard Lush – keverés
- Jonathan Russell – mastering

## Külső hivatkozások
- Hivatalos oldal (angolul)